# Mugena
Mugena  är en ort i kommunen Alto Malcantone i kantonen Ticino, Schweiz. 
Mugena var tidigare en självständig kommun, men 2005 gick Mugena och fyra andra kommuner ihop i kommunen Alto Malcantone.